# Hormones de l'escorça suprarenal
Les hormones de l'escorça suprarenal són un grup d'hormones que elabora l'escorça suprarenal la qual està situada envoltant la circumferència de la glàndula suprarenal i en constitueix el 80%.
Es produeixen glucocorticoides que inclouen la corticosterona i el cortisol, i els mineralocorticoides, que inclouen l'aldosterona i altres substàncies hormonals essencials per al manteniment de la vida i l'adaptació a l'estrès.
Les secrecions suprarrenals regulen l'equiliri d'aigua i sal de l'organismo, influeixen sobre la tensió arterial, actuen sobre el teixit limfàtic, influeixen sobre els mecanismes del sistema immunològic i regulen el metabolisme dels glúcids i de les proteïnes.
A més les glàndules suprarenals també produeixen petites quantitats d'hormones masculines (andrògens) i femenines (estrògens).